# مائس تاتیانوس

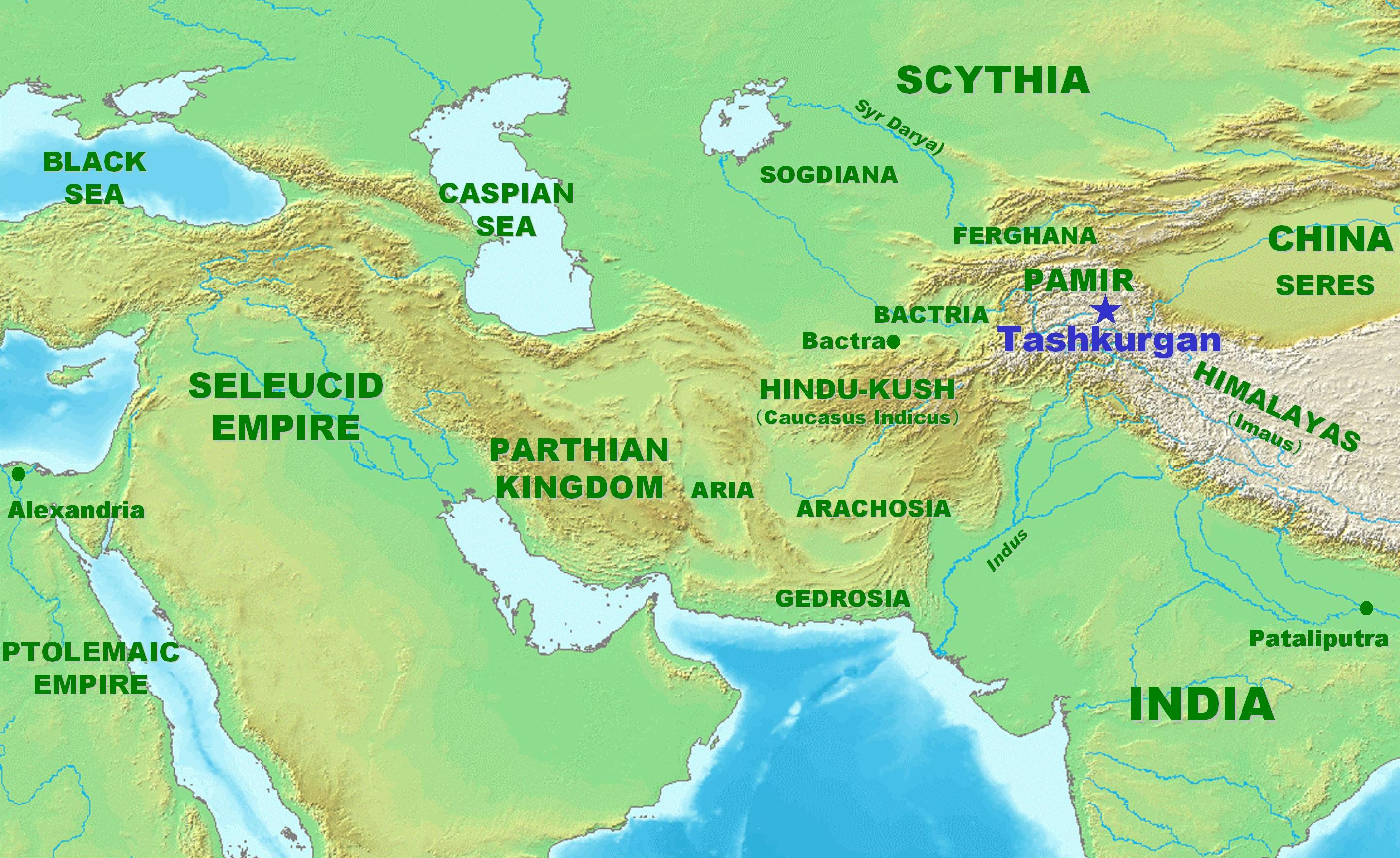
نمایی از مسیر طی‌شده توسط مائِس تاتیانوس

مائِس تاتیانوس یک مسافر مقدونی بود  که از مدیترانه تا دورترین مناطق شرقی در راه ابریشم را در سدهٔ دوم میلادی پیموده‌بود. سفر او در کشاکش درگیری‌های میان روم و اشکانیان رخ‌داده است. از زندگی او هیچ اطلاعاتی در دست نیست، جز آن‌که بطلمیوس در کتاب جغرافیایش از او نامی برده‌است. وی او را بازرگانی بازرگان‌زاده معرفی نموده‌است. 

## منبع
Wikipedia contributors, "Maes Titianus," Wikipedia, The Free Encyclopedia, http://en.wikipedia.org/w/index.php?title=Maes_Titianus&oldid=599029031 (accessed June 28, 2014).